# Публий Силий (трибун 204 пр.н.е.)
Вижте пояснителната страница за други личности с името Публий Силий.
Публий Силий (на латински: Publius Silius) e политик на Римската република през края на 3 и началото на 2 век пр.н.е. Произлиза от плебейския род Силии.
През 204 пр.н.е. той е народен трибун с още петима колеги по време на консулата на Марк Корнелий Цетег и Публий Семпроний Тудицан.
Вероятно е брат на Марк Силий, който е народен трибун през същата година (204 пр.н.е.).